# Adelina Zandrino

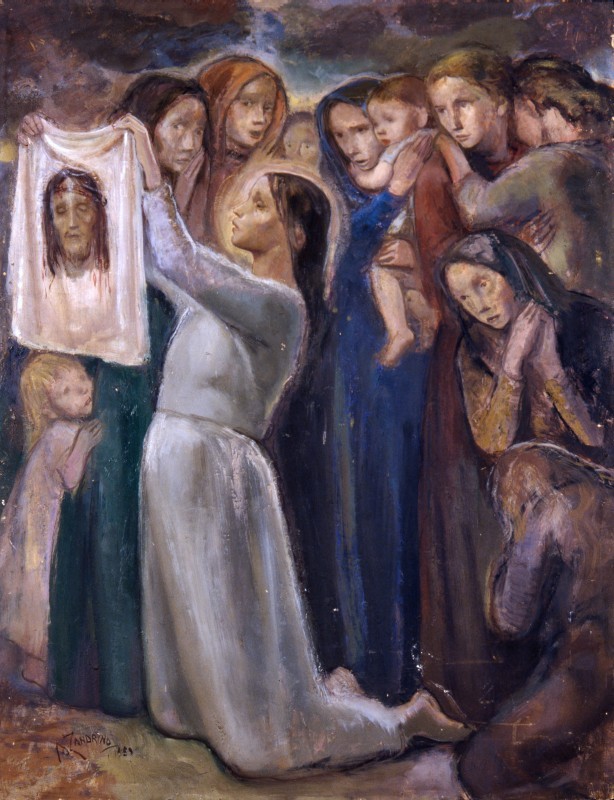
La Veronica, 1959 (Fondazione Cariplo)

Adelina Zandrino (Genova, 19 settembre 1893 – Genova, 1994) è stata una pittrice e illustratrice italiana.

## Biografia
Scoperta giovanissima la vocazione all'arte, studiò per alcuni mesi presso i maestri Federico Maragliano e Giuseppe Pennasilico. 
Mostrando una eccellente attitudine nel paesaggio, nel ritratto e nella natura morta, poté presto esordire nel 1913 alla Mostra Internazionale d'Arte Femminile, tenutasi a Torino, dove fu immediatamente notata. Forte della sua facilità compositiva e dell'uso sapiente del colore, sin dagli inizi della sua carriera operò simultaneamente sia nell'illustrazione di libri, nella grafica commerciale, nella decorazione di ambienti che nella pittura da cavalletto. 
Nel 1913 tenne a Rapallo la sua prima mostra personale, per poi recarsi a Parigi in compagnia del padre giornalista e critico teatrale, affermandosi come costumista teatrale e come disegnatrice di libri. A Parigi conobbe Auguste Rodin, Robert de Montesquiou, oltre a Gabriele D'Annunzio, che aveva appena presentato al pubblico il suo Le martyre de Saint Sébastien, musicato da Claude Debussy. Tornata in Italia, durante la prima guerra mondiale eseguì cartoline e manifesti d'intonazione patriottica. Nel 1917 realizzò la serie di cartoline con maschere, la serie con la donna e la bestia di gusto simbolista. 
A partire dagli anni Venti si dedicò alla ceramica, collaborando con la Casa dell'Arte di Manlio Trucco, con il quale nel 1922 espose alla Mostra della Promotrice genovese alcuni piatti dipinti con scene di genere in costume o in maschera. Eseguì inoltre numerosi altri oggetti in ceramica, piatti, candelieri, boccali, albarelli, alzatine, paralumi, caratterizzati da una forte vivacità cromatica, memore forse delle esperienze parigine, in particolare dei Ballets Russes. Realizzò anche sculture di piccolo formato, in genere figure femminili, di ispirazione tra Decadentismo e Belle Époque. Negli anni Trenta eseguì piccole sculture in terracotta, prodotte nella Fornace Tonet di Genova Sturla e colorate generalmente a freddo, che hanno come soggetto la maternità o la condizione femminile. 
Nel 1930 espose alcune sue opere alla Prima Mostra Femminile d'Arte e Lavoro, che si svolse a Milano al Castello Sforzesco, realizzando anche il manifesto della Mostra. Nel 1932 tenne a Genova un'importante mostra personale nella quale furono esposte, oltre a ceramiche e terrecotte, più di settanta opere pittoriche. Nel 1936 prese parte alla Triennale di Milano e nel 1937 all'Esposizione Internazionale di Arti Decorative di Parigi. Nel 1944 e nel 1946 tenne mostre personali alla Galleria Ranzini di Milano. 
Nel 1950 fu presente all'Esposizione Internazionale d'Arte Sacra di Roma, dove espose il dipinto Concerto d'angeli (1939). Sempre per l'Anno Santo 1950 eseguì una serie di dodici cartoline con allegorie con motivi cristologici e il Papa Pio XII. 
Dagli anni Cinquanta fino alla morte i soggetti raffigurati saranno principalmente religiosi con dolci Madonnine, angioletti, bambini, che saranno riprodotti in serie per santini e biglietti augurali. Interessante la tela raffigurante Suor Maria Repetto accanto alla statua di San Giuseppe da lei venerato (1968), conservata nel Refettorio del Convento delle Suore Brignoline di Genova.
Tra le sue opere più significative ricordiamo il trittico Sitio, Consummatum est e Figlio mio, i dipinti Il refettorio delle madri, Alma Mater, L'altra maternità e soprattutto Soave licor di vita; altre opere importanti sono La mietitrice, Le bagnanti, La collana, Movimento di danza, Quasi una fantasia, Primavera, Risveglio, Regalità, Circe, Jena, Candore, Testina Bionda, Pasto, Mèle, oltre a numerosi studi di belve presi dal vero; tra i ritratti quello di Antonio Gallera e di Padre Aloisio del Buono. 
Come illustratrice eseguì disegni per i libri di Sem Benelli Les plus belles heures de Casanova e Orfeo e Proserpina, e per numerosi libri per bambini, quali La promessa di Piero Domenichelli (1929) e Racconto di Natale di Charles Dickens (1950). 
Tenne mostre personali a Genova, Milano, Roma, Buenos Aires e Hollywood. 
Sue opere sono conservate alle Gallerie d'Arte Moderna di Genova, Savona, Milano, Roma, alle Gallerie Statali di Helsinki e di Tallinn, al Musée du Jeu de Paume di Parigi. 
Fu accademica di merito dell'Accademia Ligustica di Genova, fu insignita della Stella Fiumana, della medaglia d'oro di benemerenza artistica del C.I.P.A. e nel 1982 del Premio Olivo d'Oro.